# ペルセヴェランティア (小惑星)
ペルセヴェランティア (975 Perseverantia) は小惑星帯に位置するコロニス族の小惑星である。ウィーンのウィーン天文台でヨハン・パリサによって発見された。
「忍耐」という意味の英単語 perseverance にちなんで命名された。